# Oxyothespis nilotica
Oxyothespis nilotica es una especie de mantis de la familia Mantidae.